# Антиох VI Дионис
Антиох VI Дионис (око 148–142/1. п. н. е.) је био краљ хеленистичке Селеукидског краљевства, од 145. до 142. године п. н. е.

## Биографија
Антиох је био син селеукидског краља Александра Баласа и Клеопатре Тее, ћерке Птолемеја VI Египатског. Антиох никада није стварно владао над Селеукидским краљевством. Именован је 145. или почетком 144. године п. н. е. од стране генерала Диодота Трифона за краља, као опозиција краљу Деметрију II. Био је само оруђе у рукама генерала. Око 138. године п. н. е. млади краљ је умро. Према неким античким историчарима, Диодот Трифон је био одговоран за Антиохову смрт. Диодот је преузео престо 142. године. Четири године Антиох се налазио у кућном притвору. Антички извори сугеришу да је био отрован.